# Sonic et le Chevalier noir
Pour les articles homonymes, voir Chevalier noir (homonymie).
 (octobre 2019).
Si vous disposez d'ouvrages ou d'articles de référence ou si vous connaissez des sites web de qualité traitant du thème abordé ici, merci de compléter l'article en donnant les références utiles à sa vérifiabilité et en les liant à la section « Notes et références ».
 Sonic et le Chevalier noir (Sonic and the Black Knight) est un jeu vidéo d'action/aventure de la série Sonic développé par Sonic Team et édité par Sega, sorti exclusivement sur Wii en mars 2009.
L'univers du jeu, dans la continuité de Sonic and the Secret Rings et de ses légendes arabes, s'inspire des légendes arthuriennes.

## Histoire
Dans une plaine déserte, une jeune fille encapuchonnée, tenant un grand sceptre, fuit. Derrière elle, un étrange cavalier volant dans le ciel la poursuit. La dépassant, il tire du fourreau attaché à sa ceinture une épée aux reflets diaboliques. Puis, décrivant un arc de cercle de sa lame, il déchire l'espace qui se transforme en une large bande sombre d'où jaillissent d'étranges créatures. Les créatures, descendant du ciel, coupent la route à la jeune fille. Alors qu'elle tente de fuir de l'autre côté, le cavalier lui barre la route. Acculée, la jeune fille ôte sa capuche et plante son sceptre dans le sol. Une puissante lumière bleue l'entoure, formant un cercle magique autour d'elle. Récitant une formule magique, la lumière s'élance vers le ciel et déchire les nuages. De ce trou, tombe un être bleu hérissé de piquants, suivi de ses chilli-dogs. Sonic tombe lourdement au sol et détruit les monstres qui menaçaient la magicienne. Alors qu'il tente de combattre le cavalier, la fille le retient et les transporte loin de la plaine. Le cavalier, rengainant son épée, cravache sa monture et s'arrête devant une falaise proche où l'attendent trois êtres en armure (étant représentés par Blaze, Knuckles et Shadow). Le cavalier leur donne l'ordre de prendre les fuyards en chasse. Puis, après une brève discussion, les trois chevaliers s'en vont.
Pendant ce temps, Sonic fait connaissance avec la jeune mage : Merlina, petite fille de Merlin. Il apprend qu’il se trouve au Royaume de Camelot, et que le cavalier qui poursuivait Merlina n'est autre que le légendaire roi Arthur; ce dernier, jadis connu pour sa bonté, fut corrompu par le pouvoir d'immortalité que lui octroie le fourreau d'Excalibur. Étant le seul à pouvoir rétablir la paix en terrassant le roi transformé en chevalier noir, Sonic arrache, de son enclume de pierre, son mentor et frère d'arme : l'épée sacrée parlante, Caliburn. Sur le conseil de ce dernier, il trouve la Dame du Lac, Nimue (Amy); après avoir accompli trois hauts faits, il est reconnu comme étant digne d'être un preux chevalier. Sonic, battant les Chevaliers de la Table ronde (Lancelot, Gauvain et Perceval), les remet sur le droit chemin et récupère leurs épées sacrées. Arthur, rendu mortel par le pouvoir des trophées remportés par son ennemi, est finalement détruit. 
Sonic ramasse le fourreau et le rapporte à Merlina. Mais celle-ci lui révèle une vérité cachée : Arthur Pendragon n'est qu'un mirage réaliste créé par son grand-père; de plus, Merlina s'est servi de lui pour assouvir son propre projet : utiliser le pouvoir du fourreau à pleine puissance et faire de Camelot un royaume éternel et infini. Cependant, son plan est totalement erroné : un tel monde, contraire à l'ordre naturel des choses, ne fonctionnerait pas correctement et coûterait des vies innocentes. Elle invoque les Enfers directement dans le royaume, créant le Creux Obscur et forçant Sonic et les Chevaliers à fuir. Nimue explique que les épées sacrées peuvent servir à former une barrière empêchant la propagation du Creux Obscur. Sonic et les Chevaliers se séparent alors et se rendent aux quatre coins du royaume pour former la barrière, mais celle-ci s'avère trop faible et le Creux continue de s'étendre.
Sonic pénètre lui-même dans le Creux des Ténèbres pour affronter Merlina, devenue la Reine Noire, mais elle se révèle trop puissante, cassant Caliburn et blessant gravement Sonic. Voyant la détermination de Sonic à arrêter la sorcière, Nimue et les Chevaliers confient à Sonic le pouvoir des épées sacrées pour restaurer Caliburn – désormais révélé être le véritable Excalibur – et Sonic se transforme en un super chevalier : Excalibur Sonic. Il triomphe de Merlina et détruit le Creux des Ténèbres. Après le combat, Sonic explique à Merlina que, même si tout a une fin, il est préférable de vivre pleinement sa vie jusqu'à ce que ce jour arrive. Le Roi Arthur étant révélé comme une illusion, les Chevaliers de la Table Ronde se préparent à se dissoudre, mais Caliburn leur rappelle que c'est lui qui choisit le véritable roi; hors, Sonic s'avère être le véritable Arthur Pendragon, le roi légitime de Camelot. 

## Personnages
Sonic : Transporté à Camelot par Merlina, il se voit confier la mission de renverser le Roi Arthur par Nimue, la dame du lac. Il est aidé dans sa quête par Caliburn, une  épées sacrée dotée d'une conscience, qui lui servira d'instructeur. Il porte le titre de Chevalier du vent.
Merlina : C'est elle qui a invoqué Sonic à Camelot. Elle lui donne le gantelet qui lui permet de retirer Caliburn de la falaise où elle était plantée, mais reste à l'écart pendant quelque temps.
Elle semble cacher un secret plus important qu'il n'y paraît.
Le roi Arthur : Au début un roi sage et apprécié, il a changé du tout au tout depuis que Nimue lui a donné le fourreau d'Excalibur, qui lui a conféré la vie éternelle. Il manie l'épée Deathcalibur et fait office de premier et cinquième boss.
Caliburn : Cette épée est douée de conscience de parole. Il enseignera à Sonic l'art de la chevalerie, qui lui était totalement étranger. Très sérieux, il est exaspéré que Sonic ne le soit pas également dans son rôle de chevalier.
Nimue : Aussi appelée La Dame du Lac, elle ressemble comme deux gouttes d'eau à Amy. C'est pourquoi Sonic tentera de la fuir lors de leur première rencontre. C'est elle qui a confié le fourreau d'Excalibur à Arthur.
Lancelot : C'est le plus fort des chevaliers de la table ronde et le plus proche du roi Arthur. Sonic le  combat dans les Sombres Bois. Il a l'apparence et l'arrogance de Shadow. Il est jouable plus tard dans l'aventure. Il manie une épée à un tranchant.
Gauvain : C'est un des chevaliers de la table ronde et le troisième boss du jeu, que Sonic combat dans les Plaines Titanesques. Il ressemble et se comporte comme le Knuckles que Sonic connaît. Il est jouable plus tard dans l'aventure. Il manie un duo d'épée sacrée.
Perceval : C'est la  quatrième boss du jeu, que Sonic combat dans les Mines en Fusion. Elle est le portrait craché de Blaze the cat. Elle est jouable plus tard dans l'aventure. Elle manie une rapière sacrée.
Le forgeron : Rencontré lors d'une mission  au château de Camelot, il ressemble trait pour trait à Tails. Au début utile pour changer de style de jeu et pour équiper des objets, il permettra ensuite de forger de nouvelle armes.

## Doublage
| Voix originales : - Sonic : Jason Anthony Griffith - Merlina : Melissa Hutchison - Caliburn : Casey Nichols - Forgeron(Tails) : Amy Palant - Nimue(Amy) : Lisa Ortiz - Sir Lancelot(Shadow) : Jason Anthony Griffith - Sir Gauvain(Knuckles) : Dan Green - Sir Perceval(Blaze) : Erica Schroeder - Roi Arthur : Gavin Hammon - Sir Galahad(Silver) : Pete Capella - Sir Lamorak(Jet) : Jason Anthony Griffith | Voix japonaises : - Sonic : Junichi Kanemaru - Merlina : Mamiko Noto - Caliburn : Hiroaki Hirata - Forgeron(Tails) : Ryo Hirohashi - Nimue(Amy) : Taeko Kawata - Sir Lancelot(Shadow) : Koji Yusa - Sir Gauvain(Knuckles) : Nobutoshi Kanna - Sir Perceval(Blaze) : Nao Takamori - Roi Arthur : Hidekatsu Shibata - Sir Galahad(Silver) : Daisuke Ono - Sir Lamorak(Jet) : Daisuke Kishio |